# کارلیسلی
کارلیسلی (انگلیسی: Carlisle) شرکت خوشه‌ای آمریکایی است، که در سال ۱۹۱۷ تأسیس شد.